# 1 000 kilomètres de Spa 1988
Navigation
Édition précédente Édition suivante
Les 1 000 kilomètres de Spa 1988, disputées le 18 septembre 1988 sur le Circuit de Spa-Francorchamps, ont été la vingtième édition de cette épreuve et la neuvième manche du Championnat du monde des voitures de sport 1988.

## La course

### Classement de la course
Voici le classement officiel au terme de la course,,.
- Les premiers de chaque catégorie du championnat du monde sont signalés par un fond jaune.
- Pour la colonne Pneus, il faut passer le curseur au-dessus du modèle pour connaître le manufacturier de pneumatiques.
- Les voitures ne réussissant pas à parcourir 75% de la distance du gagnant sont non classées (NC).

| Pos  | Classe | no  | Écurie                            | Pilotes                                                     | Châssis                            | Pneus | Tours | Temps                      |
| Pos  | Classe | no  | Écurie                            | Pilotes                                                     | Moteur                             | Pneus | Tours | Temps                      |
| ---- | ------ | --- | --------------------------------- | ----------------------------------------------------------- | ---------------------------------- | ----- | ----- | -------------------------- |
| 1    | C1     | 62  | Team Sauber Mercedes              | Mauro Baldi Stefan Johansson                                | Sauber C9                          | M     | 142   | 6 h 01 min 34 s 230        |
| 1    | C1     | 62  | Team Sauber Mercedes              | Mauro Baldi Stefan Johansson                                | Mercedes-Benz M117 5.0L V8 Turbo   | M     | 142   | 6 h 01 min 34 s 230        |
| 2    | C1     | 2   | Silk Cut Jaguar                   | Jan Lammers Martin Brundle                                  | Jaguar XJR-9                       | D     | 142   | + 24 s 560                 |
| 2    | C1     | 2   | Silk Cut Jaguar                   | Jan Lammers Martin Brundle                                  | Jaguar 7.0L V12 Atmo               | D     | 142   | + 24 s 560                 |
| 3    | C1     | 61  | Team Sauber Mercedes              | Jean-Louis Schlesser Jochen Mass                            | Sauber C9                          | M     | 139   | + 3 tours                  |
| 3    | C1     | 61  | Team Sauber Mercedes              | Jean-Louis Schlesser Jochen Mass                            | Mercedes-Benz M117 5.0L V8 Turbo   | M     | 139   | + 3 tours                  |
| 4    | C1     | 5   | Brun Motorsport                   | Manuel Reuter Oscar Larrauri                                | Porsche 962C                       | M     | 138   | + 4 tours                  |
| 4    | C1     | 5   | Brun Motorsport                   | Manuel Reuter Oscar Larrauri                                | Porsche Type-935 3.0L Flat-6 Turbo | M     | 138   | + 4 tours                  |
| 5    | C2     | 103 | Spice Engineering                 | Almo Coppelli Thorkild Thyrring                             | Spice SE88C                        | G     | 134   | + 8 tours                  |
| 5    | C2     | 103 | Spice Engineering                 | Almo Coppelli Thorkild Thyrring                             | Ford Cosworth DFL 3.3L V8 Atmo     | G     | 134   | + 8 tours                  |
| 6    | C2     | 111 | Spice Engineering                 | Ray Bellm Gordon Spice                                      | Spice SE88C                        | G     | 132   | + 10 tours                 |
| 6    | C2     | 111 | Spice Engineering                 | Ray Bellm Gordon Spice                                      | Ford Cosworth DFL 3.3L V8 Atmo     | G     | 132   | + 10 tours                 |
| 7    | C1     | 40  | Swiss Team Salamin                | Antoine Salamin Giovanni Lavaggi                            | Porsche 962C                       | G     | 129   | + 13 tours                 |
| 7    | C1     | 40  | Swiss Team Salamin                | Antoine Salamin Giovanni Lavaggi                            | Porsche Type-935 3.0L Flat-6 Turbo | G     | 129   | + 13 tours                 |
| 8    | C1     | 20  | Team Davey                        | Tim Lee-Davey Tom Dodd-Noble (de)                           | Porsche 962C                       | D     | 129   | + 13 tours                 |
| 8    | C1     | 20  | Team Davey                        | Tim Lee-Davey Tom Dodd-Noble (de)                           | Porsche Type-935 3.0L Flat-6 Turbo | D     | 129   | + 13 tours                 |
| 9    | C2     | 127 | Chamberlain Engineering           | John Williams Nick Adams Richard Jones (de)                 | Spice SE86C                        | A     | 127   | + 15 tours                 |
| 9    | C2     | 127 | Chamberlain Engineering           | John Williams Nick Adams Richard Jones (de)                 | Hart 418T 1.8L I4 Turbo            | A     | 127   | + 15 tours                 |
| 10   | C2     | 117 | Team Lucky Strike Schanche        | "Pierre Chauvet (de)" Robin Smith (de) John Sheldon         | Argo JM19C                         | G     | 126   | + 16 tours                 |
| 10   | C2     | 117 | Team Lucky Strike Schanche        | "Pierre Chauvet (de)" Robin Smith (de) John Sheldon         | Ford Cosworth DFL 3.3L V8 Atmo     | G     | 126   | + 16 tours                 |
| 11   | C2     | 191 | PC Automotive                     | Richard Piper Olindo Iacobelli                              | Argo JM19C                         | G     | 126   | + 16 tours                 |
| 11   | C2     | 191 | PC Automotive                     | Richard Piper Olindo Iacobelli                              | Ford Cosworth DFL 3.3L V8 Atmo     | G     | 126   | + 16 tours                 |
| 12   | C2     | 151 | Pierre-Alain Lombardi             | Pierre-Alain Lombardi Bruno Sotty Thierry Lecerf            | Spice SE86C                        | A     | 123   | + 19 tours                 |
| 12   | C2     | 151 | Pierre-Alain Lombardi             | Pierre-Alain Lombardi Bruno Sotty Thierry Lecerf            | Ford Cosworth DFL 3.3L V8 Atmo     | A     | 123   | + 19 tours                 |
| 13   | C2     | 106 | Kelmar Racing                     | Pasquale Barberio Vito Veninata "Stingbrace"                | Tiga GC288                         | A     | 123   | + 19 tours                 |
| 13   | C2     | 106 | Kelmar Racing                     | Pasquale Barberio Vito Veninata "Stingbrace"                | Ford Cosworth DFL 3.3L V8 Atmo     | A     | 123   | + 19 tours                 |
| 14   | C2     | 124 | MT Sport Racing                   | Pierre-François Rousselot (de) Jean Messaoudi               | Argo JM19C                         | A     | 122   | + 20 tours                 |
| 14   | C2     | 124 | MT Sport Racing                   | Pierre-François Rousselot (de) Jean Messaoudi               | Ford Cosworth DFL 3.3L V8 Atmo     | A     | 122   | + 20 tours                 |
| 15   | C2     | 109 | Kelmar Racing                     | Ranieri Randaccio Maurizio Gellini Luigi Taverna            | Tiga GC288                         | A     | 120   | + 22 tours                 |
| 15   | C2     | 109 | Kelmar Racing                     | Ranieri Randaccio Maurizio Gellini Luigi Taverna            | Ford Cosworth DFL 3.3L V8 Atmo     | A     | 120   | + 22 tours                 |
| 16   | C2     | 107 | Chamberlain Engineering           | Claude Ballot-Léna Jean-Louis Ricci                         | Spice SE88C                        | A     | 118   | + 24 tours                 |
| 16   | C2     | 107 | Chamberlain Engineering           | Claude Ballot-Léna Jean-Louis Ricci                         | Ford Cosworth DFL 3.3L V8 Atmo     | A     | 118   | + 24 tours                 |
| 17   | C2     | 177 | Automobiles Louis Descartes       | Gérard Tremblay David Mercer                                | ALD C2                             | A     | 113   | + 29 tours                 |
| 17   | C2     | 177 | Automobiles Louis Descartes       | Gérard Tremblay David Mercer                                | BMW M80 3.5L I6 Atmo               | A     | 113   | + 29 tours                 |
| Abd. | C1     | 8   | Joest Racing                      | Frank Jelinski "John Winter"                                | Porsche 962C                       | G     | 115   | Moteur                     |
| Abd. | C1     | 8   | Joest Racing                      | Frank Jelinski "John Winter"                                | Porsche Type-935 3.0L Flat-6 Turbo | G     | 115   | Moteur                     |
| Abd. | C2     | 125 | Patrick Oudet Vetir Racing        | Patrick Oudet Jean-Claude Ferrarin (de) Pascal Witmeur (de) | Tiga GC85 (en)                     | A     | 87    | Boite de vitesses          |
| Abd. | C2     | 125 | Patrick Oudet Vetir Racing        | Patrick Oudet Jean-Claude Ferrarin (de) Pascal Witmeur (de) | Ford Cosworth DFL 3.3L V8 Atmo     | A     | 87    | Boite de vitesses          |
| Abd. | C1     | 35  | Walter Lechner Racing School (en) | Walter Lechner Ernst Franzmaier Jochen Dauer (de)           | Porsche 962C                       | D     | 81    | Moteur                     |
| Abd. | C1     | 35  | Walter Lechner Racing School (en) | Walter Lechner Ernst Franzmaier Jochen Dauer (de)           | Porsche Type-935 3.0L Flat-6 Turbo | D     | 81    | Moteur                     |
| Abd. | C2     | 177 | Automobiles Louis Descartes       | Jacques Heuclin Louis Descartes Dominique Lacaud            | ALD C2                             | A     | 67    | Pompe à essence            |
| Abd. | C2     | 177 | Automobiles Louis Descartes       | Jacques Heuclin Louis Descartes Dominique Lacaud            | BMW M80 3.5L I6 Atmo               | A     | 67    | Pompe à essence            |
| Abd. | C1     | 14  | Richard Lloyd Racing              | Martin Donnelly Derek Bell                                  | Porsche 962C GTi                   | G     | 63    | Moteur                     |
| Abd. | C1     | 14  | Richard Lloyd Racing              | Martin Donnelly Derek Bell                                  | Porsche Type-935 3.0L Flat-6 Turbo | G     | 63    | Moteur                     |
| Abd. | C2     | 121 | GP Motorsport                     | Wayne Taylor Costas Los                                     | Spice SE87C                        | G     | 56    | Boite de vitesses          |
| Abd. | C2     | 121 | GP Motorsport                     | Wayne Taylor Costas Los                                     | Ford Cosworth DFL 3.3L V8 Atmo     | G     | 56    | Boite de vitesses          |
| Abd. | C1     | 1   | Silk Cut Jaguar                   | Johnny Dumfries Eddie Cheever                               | Jaguar XJR-9                       | D     | 49    | Ravitaillement d'essence   |
| Abd. | C1     | 1   | Silk Cut Jaguar                   | Johnny Dumfries Eddie Cheever                               | Jaguar 7.0L V12 Atmo               | D     | 49    | Ravitaillement d'essence   |
| Abd. | C1     | 4   | Brun Motorsport                   | Walter Brun Oscar Larrauri Manuel Reuter                    | Porsche 962C                       | M     | 39    | Accident                   |
| Abd. | C1     | 4   | Brun Motorsport                   | Walter Brun Oscar Larrauri Manuel Reuter                    | Porsche Type-935 3.0L Flat-6 Turbo | M     | 39    | Accident                   |
| Abd. | C1     | 7   | Blaupunkt Joest Racing            | Paolo Barilla Bob Wollek                                    | Porsche 962C                       | G     | 31    | Comportement de la voiture |
| Abd. | C1     | 7   | Blaupunkt Joest Racing            | Paolo Barilla Bob Wollek                                    | Porsche Type-935 3.0L Flat-6 Turbo | G     | 31    | Comportement de la voiture |
| Abd. | C2     | 198 | Roy Baker Racing                  | Val Musetti (en) Stephen Hynes Max Cohen-Olivar             | Tiga GC286                         | G     | 17    | Boite de vitesses          |
| Abd. | C2     | 198 | Roy Baker Racing                  | Val Musetti (en) Stephen Hynes Max Cohen-Olivar             | Ford Cosworth DFL 3.3L V8 Atmo     | G     | 17    | Boite de vitesses          |

## Pole position et record du tour
- Pole position :  Mauro Baldi (#62 Team Sauber Mercedes) en 2 min 02 s 250
- Meilleur tour en course :  Jan Lammers (#2 Silk Cut Jaguar) en 2 min 07 s 863

## À noter
- Longueur du circuit : 6,940 km
- Distance parcourue par les vainqueurs : 985,480 km